# Fenolleda (Candamo)
Fenolleda (Fenoeda en asturiano y oficialmente) es una parroquia del concejo de Candamo, en el Principado de Asturias (España). Alberga una población de 219 habitantes (INE 2009) en 131 viviendas. Ocupa una extensión de 7,21 km².
Está situada en la zona noroeste del concejo, en la margen derecha del río Nalón. Limita al norte con el concejo de Pravia, concretamente, con la parroquia homónima; al este, con la parroquia de San Román; al sur con la de San Tirso; y al oeste de nuevo con el concejo de Pravia, a través de la parroquia de Pronga.
Las principales vías de comunicación de la parroquia, que la atraviesan de norte a sur, y de este a oeste, son, respectivamente, las carreteras AS-236 y AS-315. La primera comunica, a través de Fenolleda, los concejos de Pravia y Grado (Asturias). La segunda, partiendo del núcleo de Santoseso, comunica Candamo con Illas y Avilés. La línea férrea construida por la Sociedad General de Ferrocarriles Vasco Asturiana, explotada actualmente por FEVE e integrada en la red de cercanías de Asturias, atraviesa la parroquia.
La iglesia parroquial, dedicada a Santa María, tiene estructura con torre cuadrada y cubierta piramidal. Sustituyó a otra más antigua ubicada en la parte baja de la aldea de Fenolleda, cuyos restos aún son visibles en la actualidad.

## Poblaciones
Según el nomenclátor de 2009 la parroquia está formada por las poblaciones de:
- Beifar (aldea): deshabitado.
- Espinosa (aldea): 18 habitantes.
- Fenolleda (Fenoeda en asturiano) (aldea): 28 habitantes.
- Fontebona (aldea): 1 habitante.
- Ricabo (Ricabu) (aldea): 4 habitantes.
- Santa Eulalia (Santolaya) (aldea): 5 habitantes.
- Santoseso (Santusesu) (lugar): 103 habitantes.
- Valdemora (lugar): 60 habitantes.